# 小島谷村
小島谷村（おじまやむら）は、かつて新潟県三島郡にあった村。

## 沿革
- 1889年（明治22年）4月1日 - 町村制施行に伴い三島郡小島谷村、北中村、曲田村、円蔵寺村、梅田村、日野浦村、阿弥陀瀬村、若野浦村、下富岡村が合併し、小島谷村が発足。
- 1901年（明治34年）11月1日 - 三島郡村田村と合併し、島田村となり消滅。